# Meridiano 143 oeste
El meridiano 143 oeste de Greenwich es una línea de longitud que se extiende desde el Polo Norte atravesando el océano Ártico, América del Norte, el océano Pacífico, el océano Antártico y la Antártida hasta el Polo Sur.
El meridiano 143 oeste forma un gran círculo con el meridiano 37 este.
Comenzando en el Polo Norte y dirigiéndose hacia el Polo Sur, el meridiano 143 oeste pasa a través de:
| Coordenadas                         | País, territorio o mar | Notas |
| ----------------------------------- | ---------------------- | --- |
| 90°0′N 143°0′O / 90.000, -143.000   | Océano Ártico          | |
| 73°22′N 143°0′O / 73.367, -143.000  | Mar de Beaufort        | |
| 70°5′N 143°0′O / 70.083, -143.000   | Estados Unidos         | Alaska |
| 60°5′N 143°0′O / 60.083, -143.000   | Océano Pacífico        | Pasa justo al este del atolón Taenga, Polinesia Francesa Pasa justo al oeste del atolón Nihiru, Polinesia Francesa Pasa justo al este del atolón Marutea Norte, Polinesia Francesa Pasa justo al este del atolón Reitoru, Polinesia Francesa Pasa justo al este del atolón Nukutepipi, Polinesia Francesa |
| 60°0′S 143°0′O / -60.000, -143.000  | Océano Antártico       | |
| 75°31′S 143°0′O / -75.517, -143.000 | Antártida              | Territorio no reclamado |